# 星球大戰：原力釋放II
《星球大戰：原力釋放II》是一款LucasArts於2010年10月出品的電子遊戲，本遊戲在北美於2010年10月16日發售，是《星球大戰：原力釋放》的後繼作品，故事發生在電影第三部（西斯復仇）和第四部（新的希望）之間。LucasArts在2010年12月14日向PlayStation 3和Xbox 360這兩個平台提供一個額外關卡。
玩家在遊戲中所扮演的是前作主角弒星者的克隆體，只是保留母體的回憶和身體機能（所謂的原生克隆體），並沒有加上任何限制。在遊戲中的第五章，主角到尤達大師所隱居的沼澤星球－達戈巴星。

## 外部連結
- （英文）官方網站 （页面存档备份，存于）
- （中文）Star Wars The Force Unleashed 2 Cinematic (Chinese Subtitles)
- （英文）Star Wars The Force Unleashed 2 Snow Trailer (Official)